# Эманация (философия)
Эмана́ция (лат. emanatio — истечение, распространение), понятие античной философии, вектор перехода от [семантически и аксиологически] высшей сферы Универсума к низшим, менее совершенным сферам; то есть распространение избыточной полноты абсолютного Бытия [за пределы собственно своего бытия].
Идея эманации генетически восходит:
1. к гносеологическим моделям досократической натурфилософии, основанным на презумпции истечения из объекта «модельных копий», вызывающих в чувственном восприятии [человека] соответствующие ощущения (Эмпедокл, Левкипп, Демокрит и др.);
2. к пониманию Блага в философии Платона, как иррадиирующего («излучающего») и бытие как таковое (апорройя, др.-греч. ἀπόρροια — истечение, выделение), и его имманентный смысл, что делает возможным его познание;
3. к аристотелевскому пониманию распространения энергии, продуцируемой перводвигателем и последовательно приводящей в движение все уровни Универсума;
4. к стоической концепции истечения творческого Логоса как «первоогня», убывающе-пронизывающего своими «потоками» — огненной пневмой (πνεῦμα) — всё бытие, вплоть до «холодной» неорганической природы.

В основе собственно термина («истечение», «распространение») лежит употребительный в традиции платонизма метафорический образ истока, дающего начало реке, но неисчерпаемого; или образ Солнца, изливающего из себя лучи, но остающегося таким же светлым.
Наиболее полное развитие концепция эманации получила в неоплатонизме. Эманация здесь мыслится как следствие онтологической, энергетической и творческой избыточности Единого (Блага) как первоосновы мира; эта избыточность проявляется в непроизвольно-естественном и имеющем креационный потенциал излиянии Единого (Блага) [вовне собственного бытия] (ср. с креативной семантикой «сперматического логоса» в стоицизме). Плотин указывает:

«Представляй себе источник, который не имеет уже другого начала, но который отдает себя всем потокам, не исчерпываясь этими потоками, а пребывая спокойно сам в себе. Представляй себе также, что истоки из него, прежде чем протекать каждому в разных направлениях, пребывают еще вместе, но каждый как бы уже знает, куда пойдут его течения. И представляй себе жизнь огромного древа, обнимающего собою все, в то время как начало его пребывает везде неизменным и нерассеянным по всему древу и как бы расположенным в корне. Это начало, стало быть, с одной стороны, дает древу всеобъемлющую многообразную жизнь, с другой же стороны, остается самим собой, будучи не многообразным [само], а началом многообразия».
В процессе эманации как ступенчатого нисхождения Абсолюта (Единого) образуется множественный мир «иного», то есть низшие уровни Бытия (нус, νόος, мировые души и т. д.), а на самом низшем уровне — материя как «небытие» (меон, μείων).
Согласно неоплатонизму, соотношение между Единым и низшими уровнями Бытия управляется двумя главными принципами, фундаментальными закономерностями. Во-первых, неизменностью (неубыванием) Блага в процессе эманации и, во-вторых, возвращением творческой потенции обратно к Благу, благодаря волевому преодолению оторванности от истока. У Плотина это положение зафиксировано постулатом «восхождения к Единому» и передается термином «экстаз», у Прокла в «Первоосновах теологии» формулируется тезисом «всё, первично движущее само себя, способно возвращаться к самому себе». В этом смысле постижение и самопознание, высшей формой которого является экстаз, является компенсацией, восполнением, другой ипостасью самой же эманации.
В отличие от теистического представления о «сотворении мира» как акте воли личного Божества, эманация в неоплатонизме понимается именно как непроизвольный безличный процесс, необходимый по природе самого Сущего. Содержание эманации мыслится данным безусловно в исходной точке полностью; на различных её этапах (ступенях) может происходить только последовательное оскудение (количественное уменьшение неизбывного качества), после которого — возврат к началу.
В рамках теизма эманация была отвергнута как непозволительное учение о якобы необходимости для Бога творения мира. По учению Святых отцов Церкви, Бог творит мир совершенно свободно, без всякого внутреннего и внешнего принуждения, исключительно по своей благости, любви, смирению, для пользы создаваемых Им тварей. В мистическом контексте это понимание задало идею стремления души к воссоединению с Богом как своим источником (напр. «искра Божья» в душе человеческой и её «устремление к соединению с Божественным светом» у Амальрика Бенского в христианстве; «капля, стремящаяся в океан» у аль-Газали в исламе и т. п.).
Парадигма эманации (в отличие от парадигмы творения) снимает проблему теодицеи: наличие зла здесь обусловлено иерархией совершенства мироздания, вытекающей из идеи эманации семантически. Поскольку каждый последующий уровень эманации отличается меньшей степенью совершенства по сравнению с предыдущим, зло есть не что иное как закономерный, естественный недостаток (в экстремуме — отсутствие) Блага.
Концепция эманации глубоко повлияла на эволюцию европейской культуры. Она вошла в качестве фундаментальной идеи в христианский канон («Ареопагитики» и трактовка Святого Духа в Символе веры), оказала принципиальное содержательное воздействие на развитие теологии как в апофатической версии (эманация как непостижимый след трансценденции), так и в катафатической (эманация как основа принципа «аналогии бытия», то есть постижения Бога через постижение его творения).
Концепция эманации оказала определяющее влияние на прогресс европейской философской традиции, задав специфическое оформление как средневековой схоластике (Иоанн Скот Эриугена), мистике (Мейстер Экхарт), так и актуализирующей божественность человека гуманистической философии Ренессанса (Николай Кузанский, Джордано Бруно).